# Zespół Haya-Wellsa
Zespół Haya-Wellsa (ang. Hay-Wells syndrome, HWS, ankyloblepharon-ectodermal dysplasia-clefting syndrome) – rzadki zespół wad wrodzonych, zaliczany do grupy dysplazji ektodermalnych. Przyczyną choroby są mutacje w genie TP73L w locus 3q27. Zespół nie jest związany z upośledzeniem umysłowym, inteligencja pacjentów jest prawidłowa. 
Na obraz kliniczny zespołu składają się:
- przewlekłe zapalenie skóry skalpu
- owalna twarz, hipoplazja szczeki
- przewodzeniowa utrata słuchu
- atrezja przewodu słuchowego zewnętrznego
- mikrocja
- ankyloblepharon
- atrezja przewodów łzowych
- szeroki grzbiet nosa
- rozszczepy wargi lub podniebienia
- wrodzone wady serca: ubytek przegrody międzykomorowej, przetrwały przewód tętniczy
- spodziectwo, mikropenis, u kobiet suchość pochwy
- syndaktylia 2. i 3. palca stopy
- hipoplastyczne paznokcie
- słabe, rzadkie owłosienie całego ciała.